# Park Krajobrazowy Czartowska Skała
Park Krajobrazowy "Czartowska Skała" (ukr.: Лісовий заказник "Чортова Скеля" - Lisowyj zakaznik "Czortowa Skielja") – obszar chroniony o znaczeniu lokalnym, położony na Ukrainie. Leśny rezerwat we Lwowie o pow. 353 ha, założony w 1984 r., leży w rejonie łyczakowskim, wokół wzgórza ostańcowego Czartowska Skała (409,0 m n.p.m.), porośniętego lasem bukowym i bukowo-sosnowym. Występują tu: gnieźnik leśny, buławnik wielkokwiatowy, kruszczyk szerokolistny, listera jajowata, podkolan biały, obuwik pospolity oraz kukułka szerokolistna.